# كرن

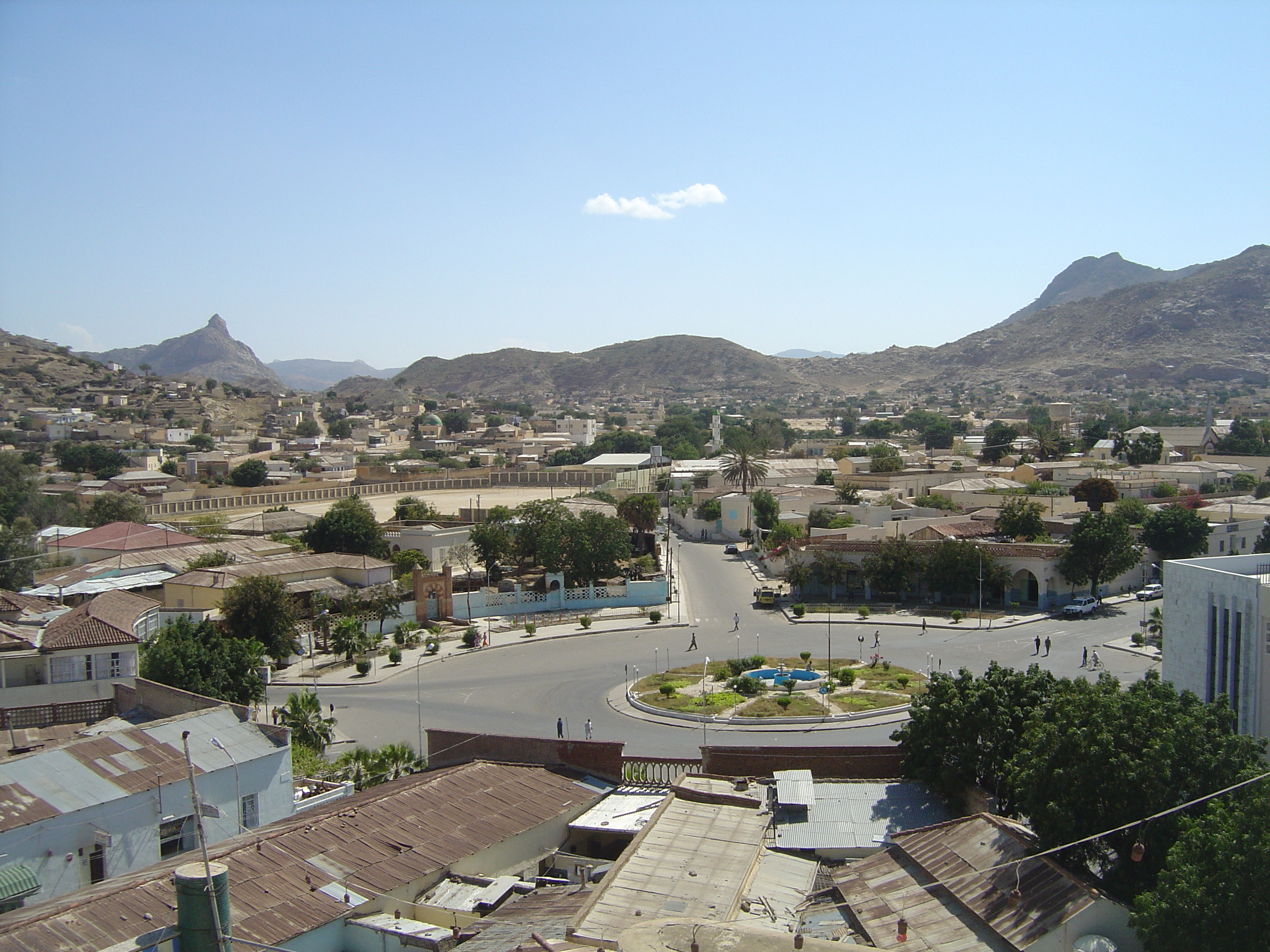
صورة لمدينة كرن

معنى التسمية بلغة البلين تعنى الحجر لطبيعة ارضها الحجرية ومحيطها الجبلي.
كَرَن (بفتح الكاف والراء) مدينة إريترية. تبعد عن العاصمة أسمرة بمسافة 91 كيلو متر، وتقع في الطريق البري الذي يربط ميناء مصوع على البحر الأحمر بمدينة كسلا في السودان، مروراً بالعاصمة أسمرة ومدينة تسني على الحدود الإرترية السودانية.

## معنى التسمية
واللفظ كرن تعنى {الحجر} بلغة البلين

## التاريخ
كانت تسكن كرن في بداية نشأتها عائلات قليلة، وكان المكان عبارة عن مرعى للبهائم. وفي عام 1289هـ الموافق 1872م احتلتها القوات المصرية لموقعها الإستراتيجي، ولا تزال قلعتهم الأثرية الواقعة في ربوة غرب المدينة قائمة حتى الآن. وهناك من يعتقد بأن عمران المدينة بدأ في العهد المصري، وتطورت المدينة واتسعت خلال الحكم الإيطالي لإريتريا. احتلها الإيطاليون في 2 يونيو / حزيران 1889 م ووقعت في مرتفعاتها معركة حربية كبيرة بين الجيش الإيطالي وقوات الحلفاء إبان الحرب العالمية الثانية، انهزم فيها الجيش الإيطالي بعد أن قتل قائده الجنرال لورينزيني.

## الجغرافية
كرن مدينة ذات موقع استراتيجي، ومناظر طبيعية جذابة، وتقع على ارتفاع 1390 متر فوق سطح البحر في منخفض تحيط به الروابي والجبال مثل جبال سانكيل، وزبان، وفلستو، وإيتعبر، ولالمبا.

## المناخ
تتمتع المدينة بطقس معتدل في معظم شهور السنة مع شتاء بارد في الفترة من أكتوبر / تشرين الأول إلى فبراير / شباط وصيف حار نسبياً في الفترة من مارس / آذار وحتى يونيو / حزيران . ويبدأ موسم الأمطار فيها في منتصف يونيو/ حزيران ويستمر حتى منتصف سبتمبر / أيلول.

## السكان
غالبة سكانها هم من إثنيات البلين والتجري.